# Neoperla minor
Neoperla minor är en bäcksländeart som beskrevs av Chu 1929. Neoperla minor ingår i släktet Neoperla och familjen jättebäcksländor. Inga underarter finns listade i Catalogue of Life.